# Domagnano
Domagnano (también denominado Montelupo o Monte de los lobos) es un castello (municipio) de la República de San Marino que posee 3267 habitantes a mayo de 2013 y una extensión de 6,62 km².

## Historia
Domagnano, anteriormente conocido como Montelupo (montaña de los lobos) por su escudo de armas, ya fue colonizado en la época romana y fue mencionado por primera vez cerca del año 1300. Se encuentra en el monte Titano y se puede ver el mar Adriático desde allí. El llamado Tesoro de Domagnano fue encontrado en el castillo local a finales del siglo XIX. Ahora está dividido entre varios museos, pero la mayor parte del tesoro se encuentra en el Germanisches Nationalmuseum de Núremberg y en el Museo Británico.

## Geografía
Domganano tiene una superficie estimada en 662 hectáreas, y está dividida administrativamente en 5 parroquias: Cà Giannino, Fiorina, Piandivello, Spaccio Giannoni, Torraccia. Comprende el territorio entre la cresta del Ausa, de Il Rio, afluente del propio Ausa y del Fiumicello, afluente del Marano hasta Torraccia. El punto más alto del territorio es cerca de la ciudad de Domagnano a una altitud de 357 metros.

## Deportes
- El club local de fútbol (FC Domagnano) es el que más títulos recibió en la liga nacional y hasta participó en la Copa UEFA.